# Kosta Angeli Radovani
Kosta Angeli Radovani (London, 6. listopada 1916. – Zagreb, 27. veljače 2002.), bio je hrvatski kipar likovni pedagog i akademik.

## Životopis
Kosta Angeli Radovani rodio se je u Londonu 1916. godine. Otac mu je bio hrvatski slikar i karikaturist Frano Branko Angeli Radovani. Osnovno školovanje te potom klasičnu gimnaziju polazio je u Zagrebu (1922. – 1934.). Nakon toga studirao je od 1934. do 1938. godine na Accademia di belle arti di Brera u Milanu (prof. Francesco Messina) i povijest umjetnosti na Filozofskome fakultetu u Zagrebu 1939. godine. Ratno vrijeme 1941. – 1945. provodi na Zagrebačkoj likovnoj Akademiji gdje polazi specijalku za kiparstvo i grafiku kod Frana Kršinića i Tomislav Krizmana. Nakon Drugoga svjetskog rata Radovani je među osnivačima Akademije primijenjenih umjetnosti u Zagrebu 1950. godine, gdje vodi katedru kiparstva. Tu radi do njezina zatvaranja 1955. godine. Od 1977. godine radi kao redovni profesor na kiparskom odjelu na Fakultetu likovnih umjetnosti u Sarajevu, sve do umirovljenja 1987. godine. Kao gost profesor radio je na Međunarodnoj ljetnoj akademiji u Salzburgu 1987., 1988. i 1991. godine. 
Radovani je bio redoviti član Hrvatske Akademije znanosti i umjetnosti od 1992. godine. 

## Djela
Kao kipar bio je opsjednut samo jednim - ljudskim likom, tako da se sav njegov opus svodi na aktove i portrete. Izveo je više od 30 velikih javnih skulptura. U njegovu opusu posebno mjesto imaju Dunje, kojih je izveo 20-ak, to su ženski aktovi punih zrelih oblina (Dunja kao voće koje se ostavlja da dozrije je za Radovanija bila personifikacija ženskog tijela kao prapočela i trajanja). 
Radovani se zarana posvetio sitnoj plastici i medaljerstvu (radio je jako puno za zagrebačkim Ikomom 1960-ih), u njegovu opusu je 400 portreta i gotovo isto toliko portretnih medalja te preko 800 malih figura (sitna plastika).
Autor je Rektorskog lanca - rađenog u povodu svečane proslave 300-te godišnjice Zagrebačkog Sveučilišta, to je lanac s 14 srebrnih medalja na kojima su reljefni portreti četrnaestorice velikana hrvatske povijesti. Uz lanac ide i velika medalja s likovima Marka Marulića, Ivana Mažuranića i Ivana Gundulića na jednoj, te Josipa Jurja Strossmayera na drugoj strani. 

### Javne skulpture
- 1949. - Spomenik Ustanku ; Drežnica; bronca
- 1951. / 1962. - Makedonka, spomenik Revoluciji; Kumanovo
- 1951. / 1953. - Spomenik Ustanku ; Starigrad; bronca
- 1962. - spomenici unutar Spomen-park Šubićevac, Šibenik
- 1989. - Figura "Dunja" ; pred galerijom Sagittaria – Pordenone – Italija; bronca
- 1990. - Spomenik Svetom Petru ; pred crkvom na Boninovu – Dubrovnik; kamen
- 1988. / 1991. - Spomenik poginulim Zagrepčanima u NOB-u ; Dotrščina – Zagreb; bronca
- 1991. - Spomenik Franji Bučaru ; Trg sportova Zagreb; bronca

## Izložbe
Radovani je jako puno izlagao, 59 puta samostalno u zemlji i inozemstvu, te više od 600 puta na skupnim izložbama od kojih je 50 bilo međunarodnog značaja. Godine 1950. izlaže na Venecijanskom bijenalu uz Vanju Radauša, Vojina Bakića i Zorana Musića.

## Književno stvaralaštvo
Radovani se okušao i kao pisac, 1985. godine Matica hrvatska izdala mu je knjigu eseja Kip bez grive: teze, portreti, karamboli. Erasmus naklada iz Zagreba posmrto mu je objavila četiri knjige izabranih eseja koje je priredio Ive Šimat Banov: Kip s grivom: o Ivanu Meštroviću, 2006.; Između proroka i radnika: ogledi o stoljeću hrvatskoga kiparstva, 2007.; Gorila u nama: Kosta o drugima - drugi o Kosti, 2007.; Zapisi iz osamljenosti: dnevnik 1949-1993., 2009.

## Nagrade i odličja
Za svoj rad Kosta Angeli Radovani, dobio je:
- 1973.: Godišnja nagrada Vladimir Nazor[5]
- 1974.: Orden zasluga za narod sa srebrnim zrakama
- 1986.: Nagrada Vladimir Nazor za životno djelo[5]
- 1998.: Red Danice hrvatske s likom Marka Marulića

## Galerija djela
- Dunja IV, 1963.
- Drežnica, Spomenik NOB
- Makedonka, Kumanovo

## Vanjske poveznice
- O Kosti Angeli Radovaniju na stranicama HAZU  Arhivirana inačica izvorne stranice od 20. rujna 2008. (Wayback Machine)
- O Kosti Angeli Radovaniju na stranicama CROWN - Croatian World Network